# Frank Schwieger

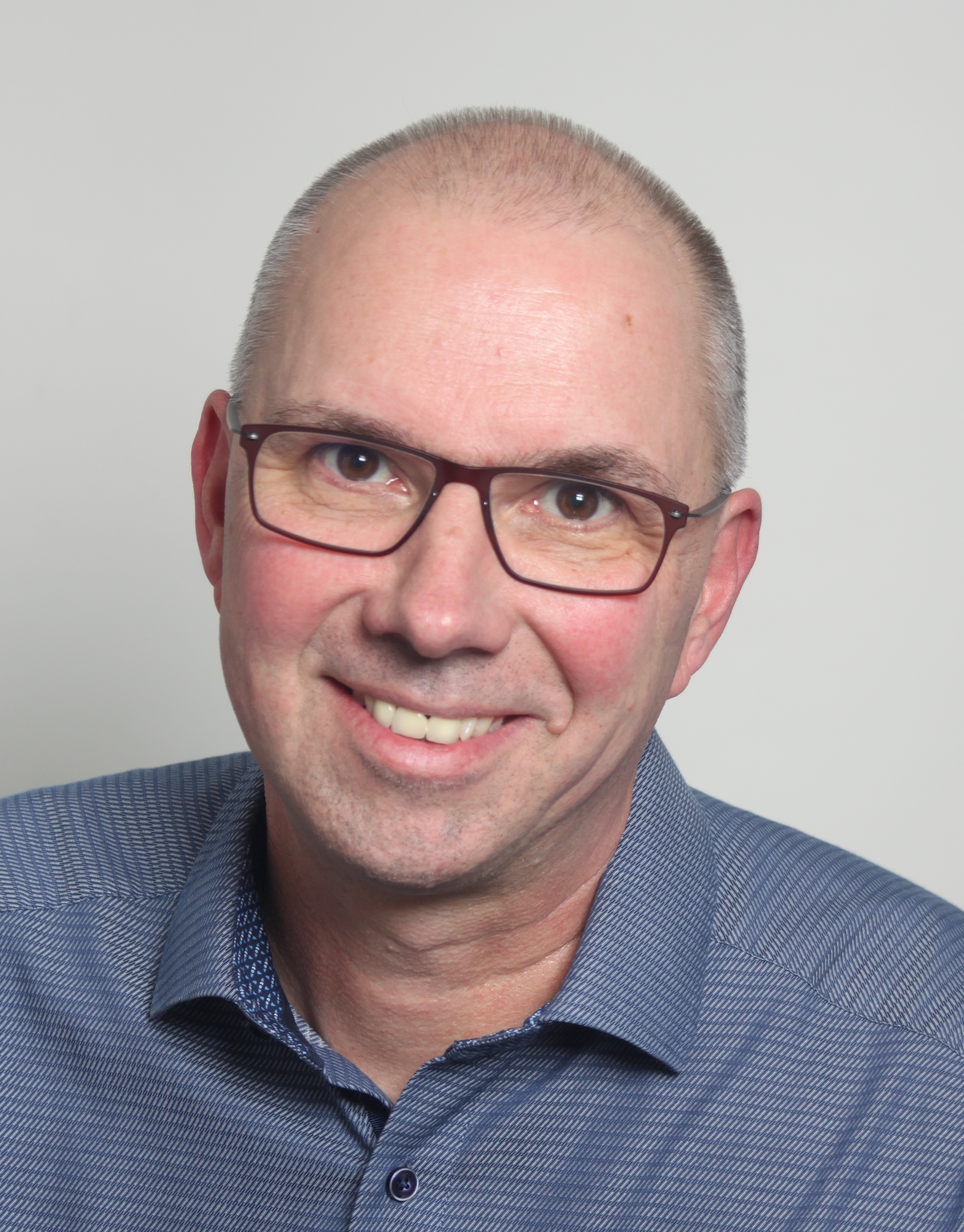
Frank Schwieger (2022)

Frank Schwieger (* 16. Oktober 1968 in Hanerau-Hademarschen) ist ein deutscher Lehrer und Jugendbuchautor.

## Leben und Wirken
Frank Schwieger wuchs in Hanerau-Hademarschen auf und machte 1988 am Werner-Heisenberg-Gymnasium in Heide Abitur. Nach  Ableistung des Zivildiensts beim Deutschen Roten Kreuz in Hamburg studierte er Geschichte, Latein, Pädagogik und Philosophie in Hamburg und Kiel. Seit 1999 arbeitet er als Lehrer am Gymnasium Kronwerk in Rendsburg. Mit dem Schreiben von Jugendsachbüchern und historischen Kinderbüchern begann Schwieger 2001. Erste Veröffentlichungen erfolgten 2009. Das Werk Ich, Zeus, und die Bande des Olymps wurde von der Deutschen Akademie für Kinder- und Jugendliteratur als Buch des Monats  September 2017 ausgezeichnet. Im Oktober 2018 erhielt er für das Werk Erik, der Wikingerjunge den Emys Sachbuchpreis, einen monatlich durch das Bildungsforum Potsdam vergebenen Kinder- und Jugendliteraturpreis. Seine Bücher stellt Schwieger bei Autorenlesungen an Schulen im In- und Ausland vor.
Schwieger ist verheiratet und lebt mit seiner Frau und seinen beiden Söhnen in Borgstedt.

## Werke (Auswahl)
- Der Schiffsjunge der Santa Maria. Ein Abenteuer mit Christoph Kolumbus. dtv, München 2009, ISBN 978-3-423-07722-4.
- Das Löwenamulett. Ein Abenteuer aus dem alten Rom. dtv, München 2009, ISBN 978-3-423-71339-9.
- Die Rache des Gladiators. Ein Abenteuer aus dem alten Rom. dtv, München 2010, ISBN 978-3-423-07725-5.
- Flucht aus Rom. Jugendbuch, Roman. dtv, München 2011, ISBN 978-3-423-71459-4.
- Das Alte Rom. Kultur und Alltagsleben eines Weltreichs. Gerstenberg, Hildesheim 2012, ISBN 978-3-8369-5579-9.
- Das Alte Griechenland. Zu Gast bei Zeus, Sokrates und Co. Gerstenberg, Hildesheim 2014, ISBN 978-3-8369-5583-6.
- Erik, der Wikingerjunge. Gerstenberg, Hildesheim 2018, ISBN 978-3-8369-5885-1.
- Ich, Zeus, und die Bande vom Olymp. dtv, München 2017, ISBN 978-3-423-76175-8.
- Ich, Caesar, und die Bande vom Kapitol. Live aus dem alten Rom. dtv, München 2018, ISBN 978-3-423-76200-7.
- Ich, Odin, und die wilden Wikinger. Götter und Helden erzählen nordische Sagen. dtv, München 2019, ISBN 978-3-423-76247-2.
- Ich, Merlin, und die furchtlosen Ritter. Live aus dem sagenhaften Mittelalter. dtv, München 2020, ISBN 978-3-423-76289-2.
- Ich, Kleopatra, und die alten Ägypter. Live aus dem Land der Pyramiden. dtv, München 2021, ISBN 978-3-423-76329-5.
- Ich, Odysseus, und die Bande aus Troja. Live aus dem alten Griechenland. dtv, München 2021, ISBN 978-3-423-76356-1.
- Ich, Herakles, und meine großen Heldentaten. Live aus dem alten Griechenland. dtv, München 2022, ISBN 978-3-423-76409-4.
- Julia im Alten Rom. Gerstenberg, Hildesheim 2022, ISBN 978-3-8369-6079-3.
- Kinder unterm Hakenkreuz. Wie wir den Nationalsozialismus erlebten. dtv, München 2023, ISBN 978-3-423-76440-7.
- Ich, Aladin, und die Helden aus 1001 Nacht. Live aus dem Orient. dtv, München 2023, ISBN 978-3-423-76471-1.
- Richard auf der Ritterburg. Gerstenberg, Hildesheim 2024, ISBN 978-3-8369-6229-2.
- Ich, Athene, und die mutigen Frauen aus Olympia. Live aus dem alten Griechenland. dtv, München 2024, ISBN 978-3-423-76508-4.
- Rendsburg entdecken. Der Stadtführer für Kinder. Eigenverlag 2024, ISBN 978-3-00-079068-3.
- Ich, Captain Hook, und die verfluchte Schatzinsel. Wilde Piraten erzählen. dtv, München 2025, ISBN 978-3-423-76508-4